# Сесійний суд
Сесійний суд — суд, який існує в кількох країнах Співдружности націй. Сесійний суд є вищим кримінальним судом в окрузі та судом першої інстанції для розгляду серйозних злочинів, тобто тих, за які передбачено покарання у вигляді позбавлення волі на строк більше семи років, довічного ув'язнення або смертної кари.

## Бангладеш
Сесійний суд — це суд нижчої інстанції в Бангладеші, який розглядає кримінальні справи. Кримінально-процесуальний кодекс дозволяє уряду створювати сесійні суди в кожному окрузі чи столичному місті Бангладеш. За місцем розташування сесійні суди бувають двох видів, а саме
- Окружні сесійні суди
- Митрополичі сесійні суди

## Індії та Пакистану
Окружний суд називається сесійним, коли він здійснює свою юрисдикцію у кримінальних справах відповідно до Кримінально-процесуального кодексу (КПК).

У містах Індії сесійний суд відповідає за розгляд справ, пов’язаних із кримінальними справами. Суд відповідає за справи, пов'язані з вбивствами, крадіжками, підступністю, кишеньковими крадіжками та іншими подібними справами.
У Мумбаї є два суди, головний з яких знаходиться в районі Кала Года на півдні Мумбаї, другий в Діндоші в передмісті Малад.
Сесійний суд має право призначати повний спектр покарань за злочинні діяння, включаючи смертну кару.
Спочатку сесійні суди безперервно розглядали кожну справу на сесіях і виносили рішення одразу після завершення розгляду аргументів. Тому назва «сесійний суд» означала, що справи будуть розглядатися швидко. Однією з важливих причин затримок у судовій системі Індії та Пакистану є те, що концепція «засідань» дотримується лише в разі порушення через повторні перерви, прогалини в матеріалах справи та нерозглянуті справи. Уряд Індії не знайшов вирішення цієї ендемічної проблеми.

## Малайзія

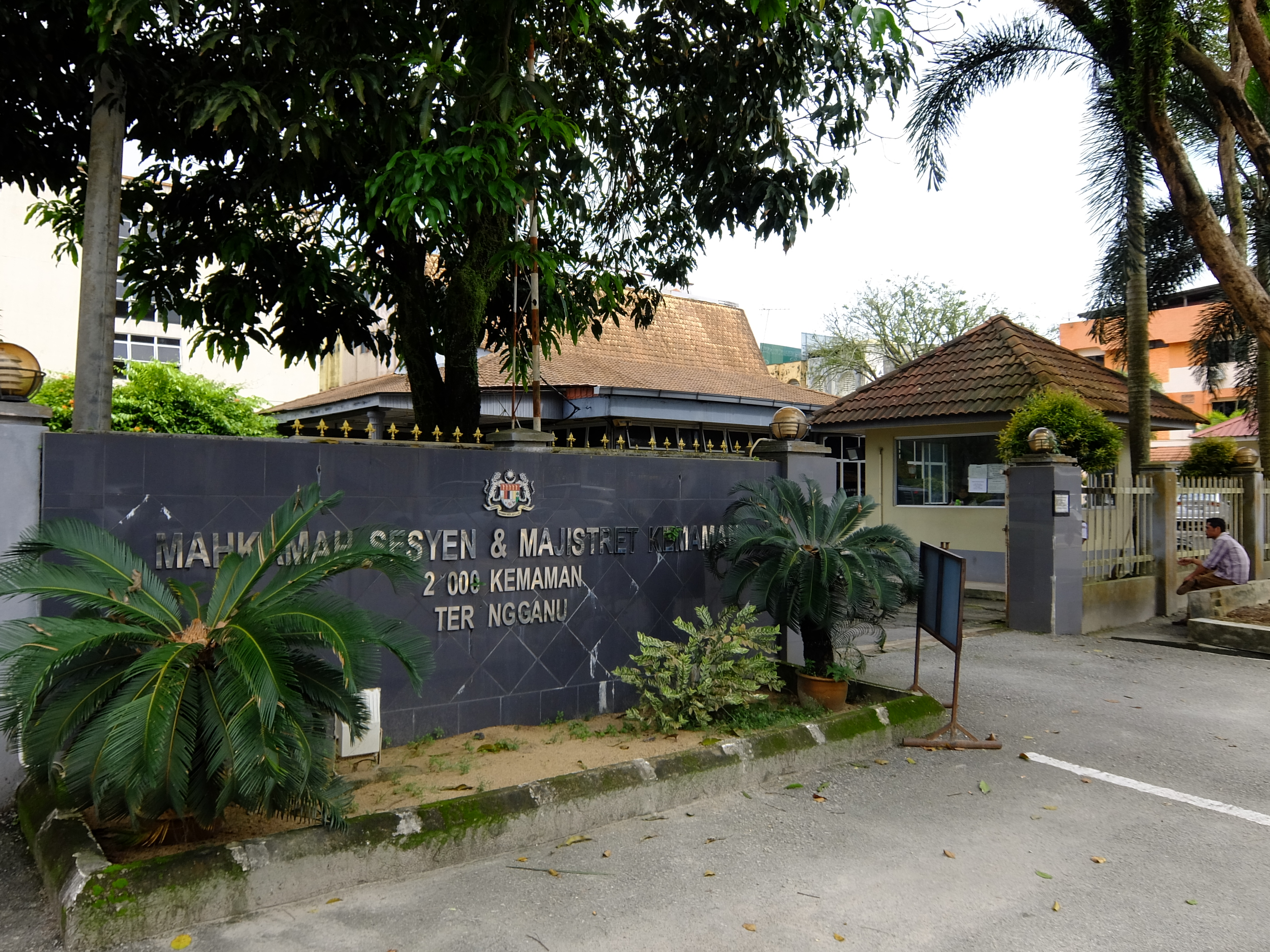
Сесійний суд у Теренгану, Малайзія.

Дещо схоже на колишні квартальні суди в Англії, але не перевищує 1 000 000 рупій відповідно до пунктів 65(1)(b), 73(b), 93(1) Закону про підвідомчі суди 1948 року (SCA). Виняток становлять справи, пов'язані з дорожньо-транспортними пригодами, відносинами між орендодавцем та орендарем, а також зі стихійними лихами, де сесійні суди мають необмежену юрисдикцію згідно з пунктом 65(1)(a) SCA.  Крім того, відповідно до розділу 65(3) SCA, сторони судового позову можуть укласти письмову угоду про надання юрисдикції сесійному суду для розгляду позову за межами його встановленої фінансової юрисдикції, зазначеної вище.